# Kapóng (langue)
Le kapóng est une langue caraïbe continentale, parlée notamment au Guyana ainsi qu’au Brésil et au Venezuela.
Ses locuteurs se répartissent ainsi : 
- 675 locuteurs au Brésil ;
- 4 500 locuteurs au Guyana ;
- 650 locuteurs au Venezuela.

La langue se divise en deux dialectes, l'akawaio et le patamona.

## Écriture
| a | e | i | ɨ | k | m | n | o | p | r | s | t | u | ʉ | w | y | ꞌ |

## Sources
- « The Akawaio Alphabet », sur Webonary.org